# Залеский, Гдаль
Гдаль Иоселевич Залеский (при рождении Гедаль Иоселевич Залеский; англ. Gdal Saleski; 11 февраля 1888 года, Киев — 8 октября 1966 года, Лос-Анджелес) — американский виолончелист, композитор и публицист российского происхождения.

## Биография
Родился 11 февраля (по старому стилю) 1888 года в Киеве, был старшим ребёнком в многодетной семье запасного рядового, прилукского Полтавской губернии мещанина (позднее мещанина общества местечка Игнатовка Киевского уезда) Иоселя Гдалевича Залеского и Бейлы Шейваховны Залеской (в девичестве Хахман). Отец до выхода в запас служил в 129 пехотном Бессарабском Его Императорского Высочества Великого князя Михаила Александровича полку; мать была дочерью мещанина местечка Остёр Черниговской губернии. Родители заключили брак в Киеве 24 июля 1887 года.
Играл в лейпцигском Гевандхауз-оркестре. После начала Первой мировой войны перебрался в Норвегию, где жил и выступал в 1915—1921 годах, в том числе в составе квартета Арве Арвесена. Затем уехал в США. Играл в Нью-Йоркском симфоническом оркестре, затем в 1937—1948 годах в Симфоническом оркестре NBC, выступал с различными другими музыкальными коллективами. С 1951 года жил в Лос-Анджелесе. Автор ряда камерных пьес, одна из которых, «Посвящение» (англ. Dedication), была записана Григорием Пятигорским; среди других сочинений Залеского — Маленькая сюита в старинном стиле для виолончели соло, Фантазия для скрипки и фортепиано на норвежские темы «Эрвик», Рапсодия на темы венгерских песен.
Наиболее известен как автор-составитель книги «Знаменитые музыканты странствующего народа» (англ. Famous musicians of a wandering race; 1927) — сборника кратких биографий музыкантов еврейского происхождения. В предисловии Залеский пояснял, что не имеет в виду ни религиозной принадлежности, ни национальной идентичности, а лишь то, что «в жилах у этих людей тот же огонь, которому еврейские пророки давали голос во времена славы Иерусалима» (англ. all of them have in their veins that fire to which the Jewish prophets gave utterance in the time of Jerusalem's glory). Сборник вызвал иронический отзыв журнала Time, отмечавшего, что он призван служить доказательством тому, что в доказательстве не нуждается (то есть многочисленному вкладу еврейского народа в профессиональное сообщество музыкантов), а сами биографические очерки сухи по стилю, переполнены избыточными восхвалениями и давно известными историями. В 1949 году, однако, вышло заметно расширенное издание книги под названием «Знаменитые музыканты еврейского происхождения» (англ. Famous Musicians of Jewish Origin), с вынесенными в особое приложение музыкантами Израиля; книга также была перепечатана в 2006 году.